# Zereg, Khovd
Zereg (tiếng Mông Cổ: Зэрэг) là một sum của tỉnh Khovd ở miền tây Mông Cổ. Vào năm 2007, dân số của sum là 3.078 người.

## Địa lý
Sum có diện tích khoảng 2.524 km2. Trung tâm sum nằm cách tỉnh lỵ Khovd 130 km và thủ đô Ulaanbaatar 1.060 km.

### Khí hậu
Zereg có khí hậu bán khô hạn. Nhiệt độ trung bình hàng năm trong khu vực là 4 °C. Tháng ấm nhất là tháng 6, khi nhiệt độ trung bình là 24 °C và lạnh nhất là tháng 1, với −22 °C. Lượng mưa trung bình hàng năm là 144 mm. Tháng ẩm ướt nhất là tháng 6, với lượng mưa trung bình là 33 mm, và khô nhất là tháng 12, với 2 mm.

## Kinh tế
Sum có một trường học, bệnh viện và khu dịch vụ.